# Regius Professor

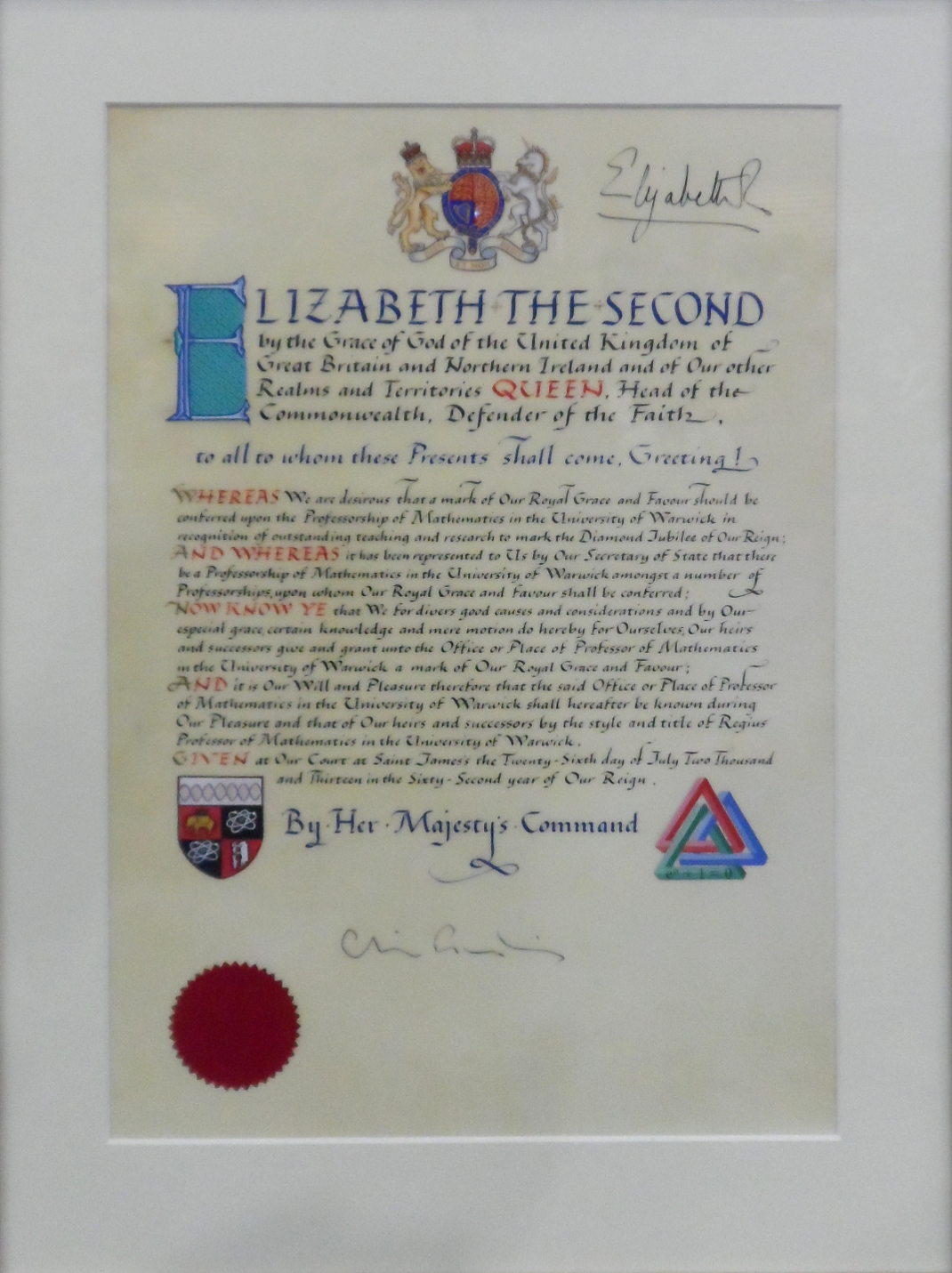
Royal warrant per la creazione di un Regius Chair in scienze matematiche all'Università di Warwick

In Inghilterra, il Regius professor è una tipologia di professore universitario nominata dal re, e la cui attività accademica è in genere patrocinata (finanziata) direttamente dall'autorità reale. 

## Storia
La prima docenza di questo tipo fu istituita nel 1497 dal re Giacomo VI di Scozia per una cattedra di medicina all'Università di Aberdeen. Nei secoli successivi, furono fondate altre Regius professorship dai re inglesi, scozzesi e dalla corona britannica in molteplici università, con riferimento a docenze ritenute fondamentali o delle quali era comunque avvertita una necessità importante e continuativa.
Sentito il parere dell'amministrazione universitaria e del governo nazionale, la nomina è ancora competenza del monarca, ad eccezione dei professori dell'Università di Dublino, per i quali il distacco dell'Irlanda dal Regno Unito nel 1922 determinò la formazione di una differente disciplina. 
Il regius professor è a tutti gli effetti un membro stabile del corpo docente dell'ateneo nel quale opera. Il titolo è abbreviato con regius anziché col termine professor.
L'"imprimatur" reale e la rarità di questo tipo di cattedre resero il titolo particolarmente ambito e prestigioso, anche per la carriera accademica successiva. 

Per tradizione queste cattedre esistono nelle più antiche università delle isole britanniche. 
Tuttavia, nel 2013, in occasione del proprio giubileo di diamante, la regina Elisabetta II decise di istituire sei nuovi titoli di Regius professorship, unitamente a dodici nuove cattedre complessive. I nominativi furono comunicati a gennaio del 2013, segnando il record di nuove posizioni mai create in uno stesso anno, così come delle posizioni create negli ultimi secoli sommate insieme.

A luglio del 2015, fu annunciata alla stampa la creazione di ulteriori Regius professorship in altre discipline accademiche, per onorare il 90º compleanno della Regina Madre.
Con 14 regius professorship, l'Università di Glasgow è l'ateneo che vanta il maggior numero di posizioni con tale qualifica.

Tali cattedre esistono anche nei seguenti atenei: Università di Aberdeen, Aston, Cambridge, Dublino, Dundee, Edimburgo, Essex, Londra, Liverpool, Imperial College, Manchester, Newcastle University, Open University, Oxford, Queen's University Belfast, Reading, University of St. Andrews, Surrey, Warwick e all'Imperial College of Science, Technology and Medicine.